# Fellini (L'uomo dei sogni)
Fellini (L'uomo dei sogni) è il sesto album discografico del gruppo musicale  Harmonia Ensemble, pubblicato dall'etichetta discografica Materiali Sonori nel 2001.
Il disco è un omaggio al regista Federico Fellini e alle musiche di Nino Rota. Nel CD c'è una prefazione di Vincenzo Mollica e una traccia con alcune immagini del concerto. 
Ospiti del disco Stefano Bollani (eccezionalmente alla fisarmonica) e l'Archæa Strings Orchestra. La raccolta contiene arrangiamenti e visioni musicali da I Vitelloni, Amarcord, Prova d'orchestra, La strada, La dolce vita, 8½ , Casanova, La città delle donne. Sono inclusi anche alcuni brani composti da Orio Odori e Damiano Puliti. 
L'album concerto distribuito in tutto il mondo, presente su iTunes e stampato anche in Messico e USA dalla Independent Recordings di Steven Brown.
Il video/concerto fu realizzato su commissione della Time Zones di Bari ed è stato replicato più volte in Germania, Belgio, Olanda, Svizzera. A dieci anni dalla sua realizzazione è stato riproposto su invito della prestigiosa rassegna messicana Festival Cultural Alfonso Ortiz Tirado. 

## Tracce
1. Introduzione Melanriosa – 8:32 (Roger Eno, Orio Odori, Harmonia Ensemble, Stefano Bollani)
2. Prova d'orchestra – 3:03 (Nino Rota, Roger Eno, Orio Odori, Harmonia Ensemble)
3. La città delle donne – 1:50 (Luis Enríquez Bacalov, Roger Eno, Orio Odori, Harmonia Ensemble)
4. Amarcord – 5:12 (Nino Rota, Roger Eno, Orio Odori, Harmonia Ensemble)
5. I clowns – 1:33 (Nino Rota, Roger Eno, Orio Odori, Harmonia Ensemble)
6. Casanova – 5:41 (Nino Rota, Roger Eno, Orio Odori, Harmonia Ensemble)
7. La strada – 8:29 (Nino Rota, Orio Odori, Harmonia Ensemble)
8. La dolce vita – 5:20 (Nino Rota, Orio Odori, Harmonia Ensemble, Stefano Bollani)
9. I vitelloni – 4:18 (Nino Rota, Roger Eno, Orio Odori, Harmonia Ensemble)
10. La maschera – 4:16 (Orio Odori, Roger Eno, Harmonia Ensemble)
11. 8 e 1/2 – 4:22 (Nino Rota, Orio Odori, Roger Eno, Harmonia Ensemble, Stefano Bollani)
12. L'uomo dei sogni – 6:00 (Orio Odori, Roger Eno, Harmonia Ensemble)

## Musicisti
- Orio Odori, clarinetto;
- Damiano Puliti, violoncello;
- Alessandra Garosi, pianoforte
- Paolo Corsi, percussioni
- Stefano Bollani, fisarmonica